# Przeprawa

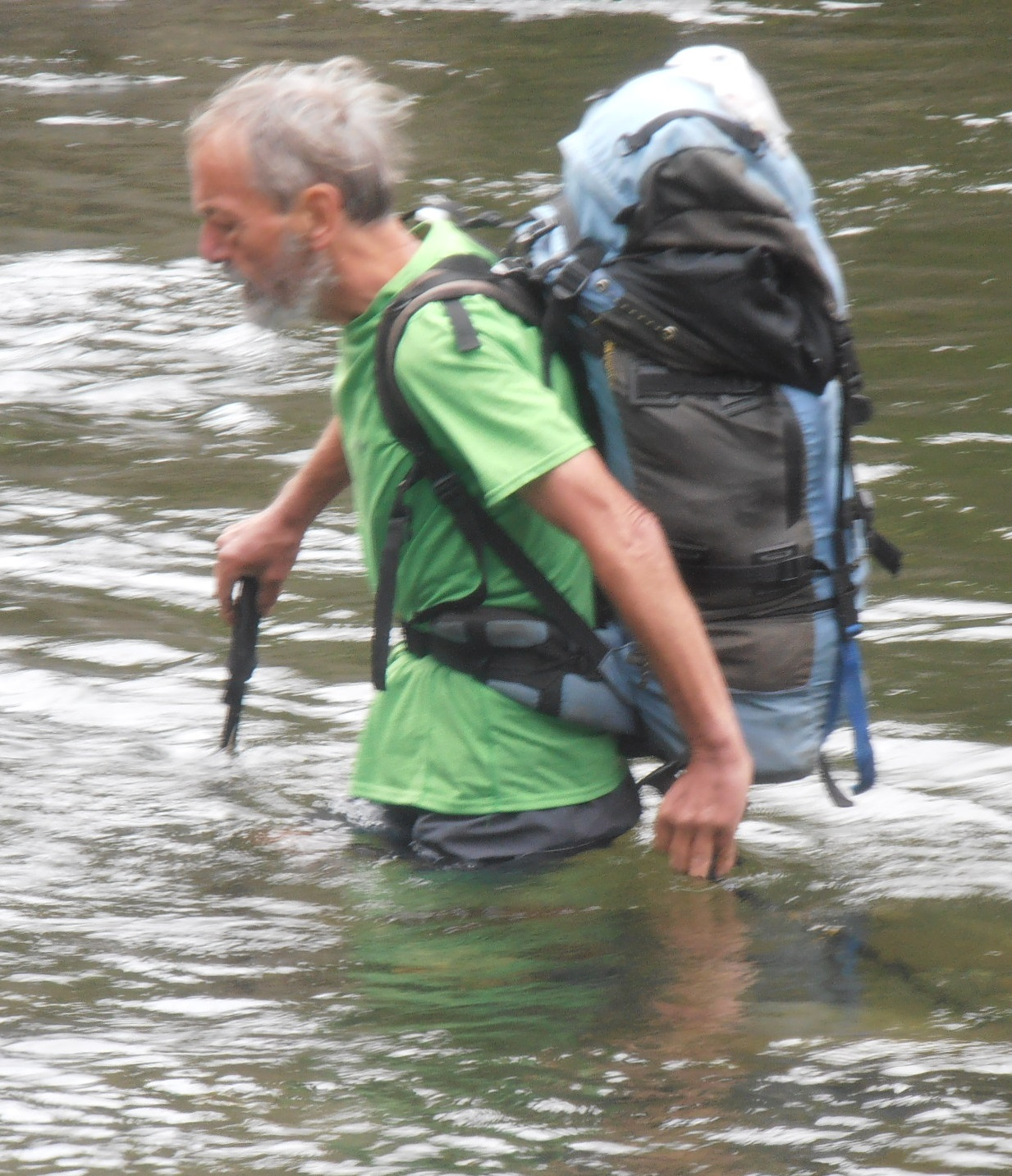
Przeprawa przez rzekę

Przeprawa – przemieszczenie ludzi, dobytku na drugą stronę jakiejś przeszkody naturalnej np. rzeki, łańcuchów górskich, kanałów. 
Uznaje się, iż nie jest łatwa, powoduje kłopoty i jest problemem do przezwyciężenia. Wyraz stosowany jest jako przenośnia i używa się go jako określenie trudnych, traumatycznych przeżyć, przez które ktoś szczęśliwie przebrnął.